# Dance/Electronic Albums
Dance/Electronic Albums (dawniej Top Electronic Albums) – notowanie przedstawiające aktualną listę najlepiej sprzedających się albumów z muzyką elektroniczną, opracowywane przez magazyn muzyczny Billboard, w oparciu o system informacyjny Nielsen SoundScan, a także dane dotyczące cyfrowej sprzedaży, pozyskiwane z większości sklepów internetowych. Zestawienie ukazało się po raz pierwszy 30 czerwca 2001 roku. Początkowo notowania przedstawiały 15 najpopularniejszych albumów, jednak obecnie obejmują one 25 płyt.
Lista Dance/Electronic Albums obejmuje albumy artystów, którzy tworzą zarówno muzykę elektroniczną, w tym m.in. house, techno, IDM i trance, jak i muzykę dance oraz elektroniczny hip-hop.
Pierwszym albumem, który uplasował się na miejscu pierwszym Electronic Albums była ścieżka dźwiękowa filmu Lara Croft: Tomb Raider.